# Asaf Auerbach
Asaf Auerbach (28. května 1928 Ejn Charod – 24. dubna 2022 Praha) byl český ekonom a filantrop. Byl jedním z tzv. Wintonových dětí.

## Život
Narodil se v kibucu Ejn Charod v tehdejší Palestině (dnešní Izrael) rodičům, pocházejícím z Československa. Rodiče se v roce 1930 do Československa vrátili, otec se zapojil do pomoci politickým uprchlíkům. V červenci 1939 odjel Asaf spolu se starším bratrem Rubenem v jednom z vlaků, organizovaných sirem Nicholasem Wintonem, do Anglie. Oba bratři navštevovali jednu ze škol, zřízených československou exilovou vládou, ve městě Stoke on Trent. Po válce, v roce 1945, se Asaf Auerbach vrátil do Prahy. Rodiče však již nenašel, zahynuli v roce 1944 v koncentračním táboře Auschwitz-Birkenau. Jeho bratr Ruben si posléze změnil jméno na Pavel Potocký a po roce 1968 emigroval do Spojených států, kde později zemřel.
V Praze Asaf Auerbach vystudoval statistiku, té se však nevěnoval, pracoval jako úředník. Na sklonku kariéry pracoval ve společnosti ČEZ v centrálním energetickém dispečinku.
Začátkem 90. let se v Praze setkal se sirem Nicholasem Wintonem.

### Filantropie
Asaf Auerbach nikdy nezapomněl na své nesnadné dětství a snažil se dětem v nesnázích celý život pomáhat. Dvě třetiny sirotčího důchodu, který získal jako válečný sirotek od roku 2004, věnoval každý měsíc UNICEF jako Přítel dětí. V roce 2016 byl oceněn jako Věrný dárce Nadací Via, za finanční pomoc dětem z nejchudších částí světa.